# El baile de la Victoria
El baile de la Victoria és una pel·lícula espanyola del 2009 rodada a Xile, i dirigida per Fernando Trueba.
El guió és d'Antonio Skármeta, Fernando Trueba i Jonás Trueba (fill de l'anterior). Es tracta de l'adaptació de la novel·la homònima d'Antonio Skármeta, guanyadora del premi Planeta 2003.
La pel·lícula fou escollida per a representar Espanya en els Oscars de 2009.

## Repartiment
- Ricardo Darín: Nicolás Vergara Grey
- Abel Ayala: Ángel Santiago
- Miranda Bodenhöfer: Victoria Ponce
- Ariadna Gil: Teresa Capriatti

## Argument
És una història situada en l'arribada de la democràcia a Xile, quan el president decreta una amnistia general per a tots els presoners sense delictes de sang. Ángel Santiago (Abel Ayala) és un jove que decideix exercir la venjança dels abusos rebuts a la presó i a la vegada planeja un robatori per al qual necessitarà ajuda.